# Liphistius tenuis
Liphistius tenuis is een spinnensoort uit de familie Liphistiidae. De soort komt voor in Thailand.